# Jacek Nowak (immunogenetyk)
Jacek Nowak (ur. 1 grudnia 1959 we Włoszczowie) – polski immunogenetyk, transplantolog, transfuzjolog, diagnosta laboratoryjny, profesor nauk medycznych. Specjalista laboratoryjnej hematologii medycznej i analityki klinicznej, europejski specjalista immunologii transplantacyjnej (European Specialist in Histocompatibility and Immunogenetics, ESHI). Prezes Polskiego Towarzystwa Immunogenetycznego, w kadencji 2023–2027. Wieloletni członek władz Polskiego Towarzystwa Hematologów i Transfuzjologów. Członek Europejskiej Federacji Immunogenetyki i Europejskiego Towarzystwa Transplantacji Krwi i Szpiku (EBMT) oraz recenzent akredytacyjny Światowego Stowarzyszenia Dawców Szpiku (WMDA).

## Życiorys

### Wykształcenie
Urodził się 1 grudnia 1959 we Włoszczowie w rodzinie nauczycielskiej Zygmunta Nowaka (1925–1973) oraz Zenobii Nowak (ur. 1932). We Włoszczowie ukończył szkołę podstawową nr 2 oraz I Liceum Ogólnokształcące (1978). W latach 1978–1984 studiował analitykę kliniczną na Wydziale Farmaceutycznym Akademii Medycznej w Warszawie. W 1984 obronił pracę magisterską pt. Aktywność błonowych enzymów mitochondriów wątroby szczura w warunkach podwyższonej temperatury środowiska (AM, Warszawa), uzyskując tytuł magistra analityki klinicznej. Dyplom specjalizacji I stopnia w zakresie diagnostyki laboratoryjnej uzyskał w 1986, a tytuł specjalisty II stopnia w zakresie analityki klinicznej - w 1988. W 1992 obronił napisaną pod kierunkiem Mirosława Kłosa pracę doktorską pt. Czynniki reologicznych zmian krwinek czerwonych przechowywanych w różnych płynach konserwujących (CSK WAM, Warszawa), uzyskując stopień naukowy doktora nauk medycznych, specjalność transfuzjologia. W 2007 uzyskał tytuł specjalisty w zakresie laboratoryjnej hematologii medycznej. W 2010 obronił rozprawę pt. Polimorfizm genów i haplotypów głównego kompleksu zgodności tkankowej (MHC) w chłoniakach nieziarniczych (IHiT, Warszawa), uzyskując stopień doktora habilitowanego nauk medycznych. W 2015 uzyskał europejski tytuł specjalisty immunologii transplantacyjnej (European Specjalist in Histocompatibility and Immunogenetics, ESHI). Tytuł naukowy profesora nauk medycznych i nauk o zdrowiu w dyscyplinie nauki medyczne uzyskał 22 lutego 2021.

### Praca zawodowa
W latach 1984–1996 pracował w Zakładzie Transfuzjologii i Transplantologii Centralnego Szpitala Klinicznego Wojskowej Akademii Medycznej (CSK WAM, obecnie Wojskowy Instytut Medyczny), gdzie kierował pracowniami Zgodności Tkankowej, Biochemii i Preparatyki Krwi. W latach 1993-1999 miał nałożoną obstrukcję na awans naukowy, w wyniku czego, w latach 1997–1999 pracował w firmie bioMerieux Polska na stanowiskach specjalisty ds. immunodiagnostyki i kierownika produktu (product manager, PM). Od 1999 kontynuował pracę naukowo-badawczą w Zakładzie Immunologii Hematologicznej i Transfuzjologicznej Instytutu Hematologii i Transfuzjologii (IHiT) na stanowisku adiunkta, gdzie kierował Pracownią Zgodności Tkankowej wraz z Rejestrem Niespokrewnionych Dawców Szpiku IHiT. W 2002 uzyskał prawo wykonywania zawodu diagnosty laboratoryjnego. W 2005 objął kierownictwo nowo utworzonej Samodzielnej Pracowni Immunogenetyki, a w 2008 został kierownikiem Zakładu Immunogenetyki IHiT. W 2010 objął stanowisko profesora instytutu badawczego w Instytucie Hematologii i Transfuzjologii. W 2022 awansował na stanowisko profesora.
W pracy zawodowej i naukowej zajmował się transfuzjami krwi i preparatów krwiopochodnych, w tym efektywnością i bezpieczeństwem przetoczeń preparatów krwinkowych i osoczowych, jak również biochemią i reologią preparatów konserwowanych krwinek czerwonych, a także zagadnieniami związanymi z przeszczepianiem komórek krwiotwórczych i immunologią przeszczepów, selekcją dawców szpiku dla pacjentów, rekrutacją potencjalnych dawców szpiku do rejestru oraz związkiem antygenów leukocytów ludzkich (HLA) z chorobami we współpracy z kilkoma zespołami klinicystów. Badał znaczenie kliniczne cząsteczek HLA w takich chorobach, jak stwardnienie rozsiane, choroby atopowe, reumatoidalne zapalenie stawów, łuszczyca pospolita, przewlekła poliklonalna limfocytoza z limfocytów B, nocna napadowa hemoglobinuria, czy narkolepsja z katapleksją.
Był członkiem Zespołu ds. Przeszczepów Krwiotwórczych kierowanego przez Wiesława W. Jędrzejczaka i zespołu transplantacyjnego V Kliniki Chorób Wewnętrznych i Hematologii kierowanego przez Kazimierza Sułka, w których jako pierwszych w Polsce przeprowadzono allogeniczną transplantację szpiku w 1984, a także przeszczepienie autologiczne komórek krwiotwórczych mobilizowanych ze szpiku do krwi obwodowej w 1985.
Był założycielem Rejestru Niespokrewnionych Dawców Szpiku i Krwi Pępowinowej w Instytucie Hematologii i Transfuzjologii oraz inicjatorem jego włączenia do Światowej Bazy Dawców Szpiku (BMDW-WMDA), a także do Ogólnopolskiego Centralnego Rejestru Niespokrewnionych Potencjalnych Dawców Szpiku i Krwi Pępowinowej, POLTRANSPLANT.
W latach 1984-1996 przeprowadził ponad 240 zajęć dydaktycznych dla lekarzy i pielęgniarek CSK WAM w zakresie transfuzji preparatów krwiopochodnych i doboru tkankowego dawców szpiku. Od 2018 roku, równolegle z działalnością naukową, prowadzi zajęcia dydaktyczne ze studentami Uczelni Łazarskiego z zakresu metod badania układu HLA, procesu doboru dawców, prowadzenia i funkcjonowania rejestrów dawców, a także związku HLA z poszczególnymi jednostkami chorobowymi. Wygłosił ponad 120 wykładów na kursach organizowanych przez Centrum Medyczne Kształcenia Podyplomowego w Warszawie, Instytut Hematologii i Transfuzjologii, Warszawski Uniwersytet Medyczny i inne jednostki, dla lekarzy i diagnostów w ramach specjalizacji z hematologii, transplantologii, transfuzjologii klinicznej i laboratoryjnej.
W ramach Instytutu Hematologii i Transfuzjologii zrealizował 20 projektów badawczych, a także kierował lub był głównym wykonawcą 4 projektów grantowych finansowanych przez Narodowe Centrum Nauki, Narodowe Centrum Badań i Rozwoju oraz Ministerstwo Zdrowia.  
- Grant KBN/MNiSW nr N N402 351138 pt. Wpływ zakresu rozbieżności sekwencji genetycznej haplotypów głównego kompleksu zgodności tkankowej (MHC) pomiędzy dawcą i biorcą krwiotwórczych komórek macierzystych na zdrowienie oraz bezpośrednie i odległe powikłania potransplantacyjne, 2010-2013[35].
- PROJEKT ROZWOJOWY NCBiR nr N R13 0082 06/2009 pt. Wdrożenie i krajowa harmonizacja badań immunogenetycznych wspomagających ostateczną decyzję doboru pary dawca-biorca alternatywny allogenicznego przeszczepienia komórek krwiotwórczych, 2009-2012[35].
- Grant KBN nr 2 P05E 12626 pt. Polimorfizm alleli HLA-A, B, Cw, DRB1 i DQB1 w polskiej populacji: wewnętrzne sprzężenia genowe i dystans genetyczny w stosunku do innych populacji, 2004 – 2006.
- Ekspertyza naukowa Ministerstwa Zdrowia pt. Znaczenie prognostyczne grup alleli HLA klasy I (A, B, Cw) oraz indywidualnych alleli grupy DRB1*15/16 w przebiegu nieziarniczych chłoniaków złośliwych (NChZ), 2003-2004.

Był autorem ponad 230 publikacji naukowych. Jego artykuły osiągnęły ponad 1100 cytowań w światowym piśmiennictwie naukowym. Był autorem 23 rozdziałów w podręcznikach naukowych, a także redaktorem naukowym i autorem pięciu monografii o tematyce immunogenetycznej i biochemicznej. Redaktor tematyczny czasopism Hematology in Clinical Practice i Hematologia. Był promotorem doktoratu, a także recenzentem trzech rozpraw doktorskich i ponad 40 artykułów naukowych opublikowanych w czasopismach o zasięgu międzynarodowym, takich jak Human Immunology, American Journal of Hematology, International Journal of Immunogenetics, Biology of Blood and Marrow Transplantation, Archivum Immunologiae et Therapiae Experimentalis, Central-European Journal of Immunogenetics, Acta Haematologica Polonica, etc. Zorganizował szereg krajowych i międzynarodowych kongresów i konferencji naukowych, w tym 17th East-West Immunogenetics Conference w Warszawie  jako Przewodniczący Komitetu Naukowego, a także cykl kilkudziesięciu posiedzeń naukowych Oddziału Warszawskiego Polskiego Towarzystwa Hematologów i Transfuzjologów.  W ramach WMDA był recenzentem akredytacyjnym największego amerykańskiego rejestru National Marrow Donor Program (2004), oraz New Zealand Bone Marrow Donor Registry (2006). Jego prace zostały wykorzystane przy opracowaniu dwóch patentów. Był również felietonistą czasopism Medyk i Lek w Polsce. Został wymieniony wśród wpływowych osób w swojej dziedzinie w amerykańskim wydawnictwie Who’sWho in Medicine and Healthcare 2009–2010.

## Kluczowe tematy działalności naukowej

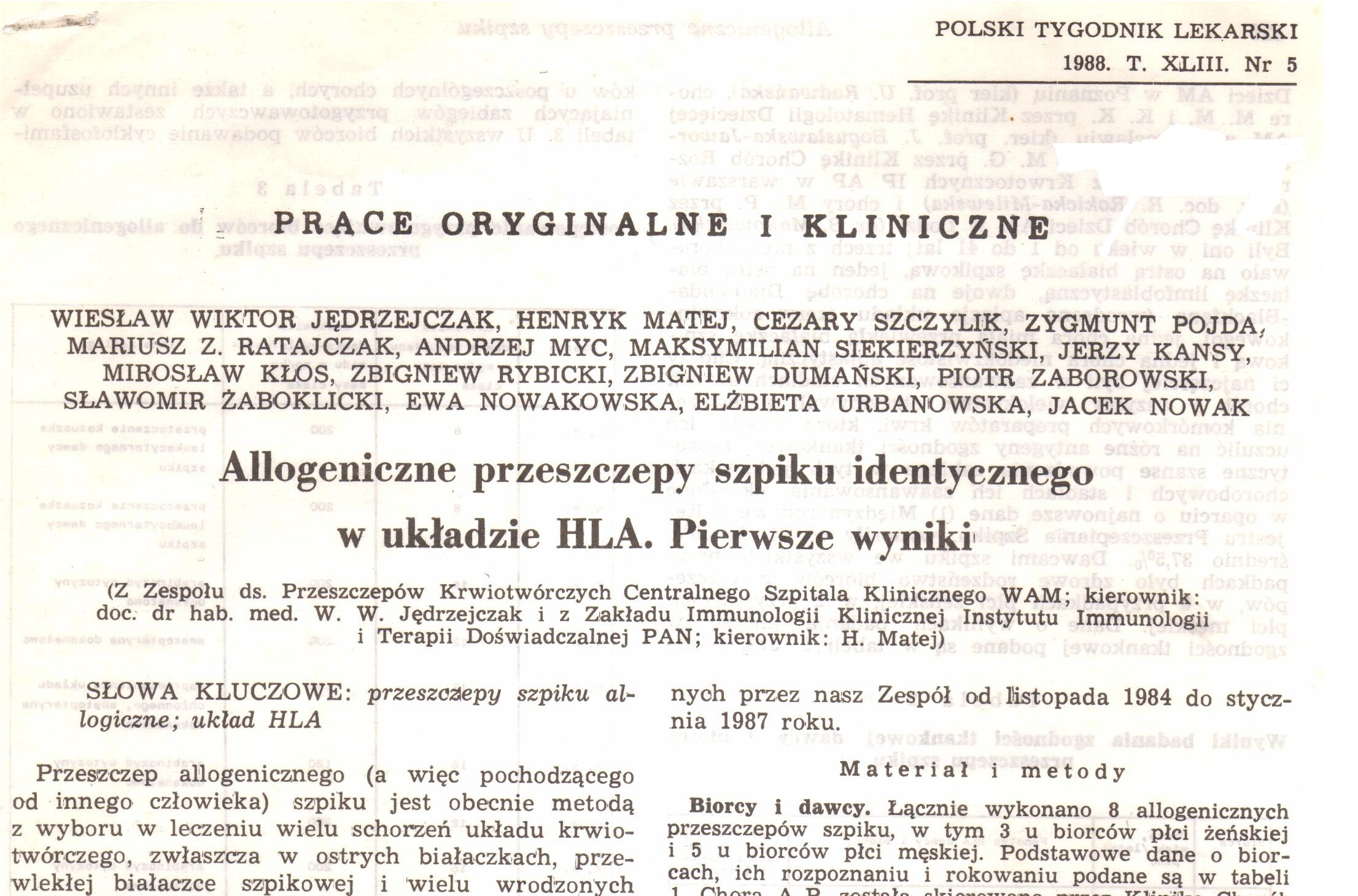
Multidyscyplinarny zespół wykonawców i opis pierwszych w Polsce allotransplantacji szpiku - strona tytułowa.

- Opis polskiej populacji w zakresie częstości genów i haplotypów HLA oraz dystansów genetycznych w stosunku do innych populacji[44].
- Opracowanie klasyfikacji cząsteczek HLA na podstawie pełnego interfejsu aminokwasów oddziałujących z receptorami KIR[45].
- Wykazanie korzystnego wpływu doboru niespokrewnionego dawcy szpiku w zakresie szerokich haplotypów HLA w zapobieganiu ostrej i przewlekłej chorobie przeszczep przeciw gospodarzowi po allogenicznej transplantacji krwiotwórczych komórek macierzystych. Stworzenie algorytmu doboru optymalnego dawcy szpiku[46].
- Wykazanie roli licencjonowania komórek NK dawcy w nadzorze immunologicznym nad wznową nowotworu po allogenicznej transplantacji krwiotwórczych komórek macierzystych. Stworzenie algorytmu doboru optymalnego dawcy szpiku[47][48].
- Odkrycie zjawiska negatywnej edukacji komórek NK przez aktywujące receptory KIR i wykazanie klinicznego znaczenia liczby par aKIR-HLA po allotransplantacji komórek krwiotwórczych dla częstości molekularnej wznowy nowotworów krwi i reaktywacji zakażeń wirusowych[49][50].
- Określenie znaczenia szlaków apoptozy w patogenezie nocnej napadowej hemoglobinurii, określenie związku genów i haplotypów HLA z tą chorobą[51][52][53][54][55].
- Udział w zespole (patrz grafika), który wykonał pierwsze w Polsce udane allogeniczne transplantacje szpiku[28].
- Udział w zespole, który wykonał pierwsze w Polsce udane transplantacje mobilizowanych komórek krwi obwodowej[29][30][31].

## Funkcje pełnione z wyboru
- Polskie Towarzystwo Immunogenetyczne
  - Prezes Zarządu Głównego (kadencja 2023–2027)[3]
  - Wiceprezes Zarządu (2009-2014)[56]
  - Członek Zarządu (2014-2023)[57]
- Polskie Towarzystwo Hematologów i Transfuzjologów
  - Członek Głównej Komisji Rewizyjnej (kadencja 2019–2027)[58]
  - Przewodniczący Oddziału Warszawskiego Sekcji Transfuzjologicznej PTHiT (2 kadencje 2016–2024)[59]
  - Członek Komisji Rewizyjnej Sekcji Transfuzjologicznej PTHiT (Kadencja 2015–2019)[59]
  - Członek Zarządu Sekcji Transfuzjologicznej PTHiT (kadencja 2019–2023)[59]
- Członek Rady Naukowej Instytutu Hematologii i Transfuzjologii (od 2008)

## Nagrody i odznaczenia
- Nagroda Rektorska II st. za pracę: Udana autotransplantacja krążących komórek macierzystych w ostrej białaczce mieloblastycznej, WAM im. B. Szareckiego (1989)[potrzebny przypis]
- Nagroda Rektorska I st. za pracę: The association of HLA with psoriasis, WAM im. B. Szareckiego (1997)[60]
- Nagroda za pracę pt. „Analysis of HLA frequencies in healthy individuals of Unrelated Bone Marrow and Cord Blood Registry of Warsaw, Poland”, przyznana przez Komitet Naukowy 13-th International Histocompatibility Workshop and Congress, Seattle (2002)[61].
- Nagroda za pracę pt. „Road-like pattern of genetic distances between populations”, przyznana przez Komitet Naukowy 13th Congress of Polish Society of Experimental and Clinical Immunology, Kraków (2008)[62][63].
- Medal PTHiT „za zasługi dla rozwoju badań immunogenetycznych związanych z doborem biorców i dawców do przeszczepów komórek macierzystych układu krwiotwórczego” (2019)
- Srebrny Krzyż Zasługi „za zasługi w działalności na rzecz rozwoju nauk medycznych” (2011)[64]

## Życie prywatne
Żonaty z Elżbietą Anną (diagnostka laboratoryjna, poetka). Ma córkę Agnieszkę (lingwistka, socjolożka, działaczka społeczna) i dwóch synów: Piotra (anglista, ilustrator) i Stanisława (informatyk).